# Sindrom nemirnih nogu
|  | Molimo pročitajte upozorenje o korištenju medicinskih informacija. Ne provodite liječenje bez savjetovanja s liječnikom! |

Sindrom nemirnih nogu (eng. restless legs syndrome – RLS) neurološki je poremećaj obilježen neizdrživom potrebom za pomicanjem nogu, rjeđe ruku ili trupa, pa čak i fantomskih ekstremiteta. Ljudi sa RLS-om opisuju osjećaje peckanja, mravinjanja, strujanja ili bolne napetosti duboko u nogama. Pri pomicanju zahvaćenog dijela tijela tegobe trenutno potpuno nestaju, ali se mirovanjem opet ubrzo vraćaju.
Bolest se prvi puta spominje u 17. stoljeću, kada je engleski neuropsihijatar Thomas Willis opisao njezine simptome. Sredinom 19. stoljeća o RLS-u je pak pisao njemački liječnik Theodor Wittmaack, a modernu definiciju dao je švedski liječnik Karl-Axel Ekbom tek 1945. pa se po njima ova bolest, ili radije sindrom, često naziva i Wittmaack-Ekbomov sindrom. 
Zastupljenost RLS-a u općoj populaciji kreće se od oko 5 do 10 %. Žene dvostruko češće obolijevaju od muškaraca. U čak trećine bolesnika simptomi se pojavljuju prije dvadesete godine života, a desetina pacijenata razvije simptome u prvome desetljeću života. Pozitivnu obiteljsku anamnezu ima 25 do 92 % bolesnika, što sugerira snažnu genetsku podlogu ove bolesti.

## Uzrok i patogeneza
RLS je neurološki poremećaj u čijoj je podlozi poremećaj u izlučivanju dopamina, neurotransmitera koji, između ostalog, sudjeluje u kontroli motoričkog sustava, te deficit željeza u supstanciji nigri središnjeg živčanog sustava (CNS-a), koja je uključena u sintezu dopamina. Koncentracija dopamina prirodno je niža navečer, čime se može objasniti pojava simptoma u to doba dana, iako simptomi mogu biti i cjelodnevni.
Ovaj se poremećaj može pojaviti bez poznatog uzroka, kao tzv. primarni ili idiopatski poremećaj ili pak može biti sekundaran, odnosno u sklopu neke druge bolesti i poremećaja ili kao posljedica uzimanja lijekova. 
U primarnom obliku RLS-a u oko 60% slučajeva riječ je o nasljednom poremećaju za koji su odgovorni geni na 9., 12. i 14. kromosomu, a nasljeđuje se autosomno dominantno. Karakterizira ga raniji nastup simptoma, sporiji tijek bolesti, ali i nešto bolja prognoza. Obično se pojavljuje prije 40. godine života, a katkad već u ranom djetinjstvu kad se često pogrešno tumači kao ADHD ili jednostavno kao bolovi u nogama zbog rasta kostiju. 
Sekundarni oblik RLS-a obično se pojavljuje nakon 40. godine, najčešće u sklopu nedostatka željeza (feritin < 50 µg/L ). Čak 20% svih oblika čini onaj uzrokovan deficitom tog minerala. 
Rezultati istraživanja pokazuju da nadomjestak željeza kod osoba s RLS-om poboljšava motorne i osjetne simptome, kao i san, a smanjuje pospanost, umor, depresivnost te podiže kvalitetu života. Bolest je zabilježena i kod nedostatka folne kiseline i magnezija. Može se pojaviti i u trudnoći, kada razina željeza u krvi pada. 
Sindrom nemirnih nogu, među ostalim lijekovima, mogu izazvati ili pogoršati njegove simptome antidepresivi, blokatori kalcijskih kanala, antagonisti dopamina (antipsihotici), antiepileptici, antiemetici i antihistaminici.

## Klinička slika
Bolesnici tegobe opisuju kao neugodno mravinjanje, napetost, trzanje ili svrbež u nogama, i to najčešće u području potkoljenica, a rjeđe stopala, natkoljenica ili nekoga drugog dijela tijela, uglavnom ruku. Tegobe se mogu pojaviti jednostrano, ali češće zahvaćaju obje strane tijela istovremeno. Oboljeli imaju gotovo neodgodivu potrebu za pomicanjem zahvaćenog dijela tijela pri čemu se tegobe znatno umanjuju ili sasvim prestaju. Simptome treba razlikovati od simptoma akatizije, koja se uglavnom javlja nakon duljeg liječenja antipsihoticima, pogotovo onima iz prve generacije.
Tegobe se pogoršavaju u mirovanju, npr. pri sjedenju, ležanju i sl., a izraženije su navečer ili u ranim noćnim satima. Tegobe često mogu biti isprovocirane dugotrajnim sjedenjem, kao što je višesatno putovanje ili rad na računalu, ali i imobilizacijom udova nakon ozljede. U blagim oblicima pojavljuju se povremeno, u umjerenim jedanput do dva puta tjedno, u teškim češće od dva puta tjedno, a u vrlo teškim oblicima svakodnevno. U čak 80% slučajeva poremećaj je udružen s tzv. periodičnim pokretima udova (eng. periodic limb movements of sleep, PLMS), pri čemu nastaje nevoljno trzanje udova svakih 10 do 60 sekundi, najčešće u snu, a katkad i u budnom stanju.

## Dijagnostika
Međunarodni kriteriji za dijagnozu ove bolesti definirani su 1995., a 2003. revidirao ih je američki National institute of Health (NIH).  Oni uključuju:
- nagon za pokretanje udova, sa senzacijom ili bez nje
- poboljšanje simptoma u pokretu
- pogoršanje simptoma u mirovanju
- pogoršanje simptoma navečer ili noću.

Dodatna potvrda dijagnoze pozitivan je odgovor na terapiju agonistima dopamina,  pozitivna obiteljska anamneza i periodični pokreti ekstremiteta noću – PLMS više od 15 u jednom satu.  
Polisomnografskim snimanjem mogu se potvrditi periodični pokreti ekstremiteta noću – PLMS ili neki drugi poremećaji spavanja koji mogu biti uzrok tegoba.
Za svakog pacijenta potrebno je učiniti osnovnu laboratorijsku obradu: KKS, GUK, Fe, parametre bubrežne funkcije, hormone štitnjače, elektromioneurografiju, polisomnografiju (analiza procesa  spavanja)  te isključiti postojanje perifernih vaskularnih bolesti. Kod djece su potrebna sva četiri pozitivna odgovora (NIH kriteriji) kao kod odraslih, a dijete svojim riječima mora opisati tegobe ili su potrebna dva pozitivna odgovora od sljedeća tri kriterija: 
- isprekidan san
- biološki roditelj, brat ili sestra boluju od RLS-a
- polisomnografijom potvrđeno periodično pokretanje ekstremiteta indeksa 5 ili više u satu tijekom spavanja.

## Liječenje

### Lijekovi na recept
U liječenju primarnog RLS-a prvenstveno se koriste agonisti dopamina (ropinirol, pramipeksol, levodopa, pergolid) i antikonvulzivi (gabapentin, pregabalin i karbamazepin). Kao pomoćni lijekovi korisnima su se pokazali benzodiazepini (posebno klonazepam), ali je prostor za njihovu dugoročnu uporabu ograničen.
Agonisti dopamina nekada su se smatrali terapijom prvog izbora, no danas tome nije tako zbog problema augmentacije, odnosno pogoršanja simptoma uslijed liječenja istih. U težim se slučajevima koriste blagi opijati (tramadol, oksikodon, metadon). Učinkoviti mogu biti i lijekovi poput baklofena i klonidina.
U liječenju sekundarnog  RLS-a najvažnije je liječiti uzrok, npr. nadoknaditi željezo i folnu kiselinu, regulirati vrijednosti šećera u krvi, liječiti Parkinsonovu bolest te poremećaje rada štitne žlijezde.

### Drugo
Nemedikamentno liječenje je također bitno, a preporučuju se hodanje i istezanje, hladne ili tople kupke (prije spavanja), vježbe opuštanja (npr. joga), umjerena tjelovježba tijekom dana (ne navečer) te masaža donjih udova. Neizostavan dio tretmana liječenja je i higijena spavanja, što uključuje izbjegavanje spavanja danju te odlazak na spavanje i buđenje u približno isto vrijeme. Također treba izbjegavati kofein, alkohol i nikotin.
Od fizikalno-terapijskih procedura preporučuje se primjena dijadinamičkih struja, interferentnih struja, TENS-a, galvanizacije, elektromagnetoterapije, limfne drenaže te akupunkture.
Sugerirano je da suplementi magnezijeva citrata mogu pomoći u kontroli simptoma RLS-a.

## Tijek i prognoza bolesti
RLS je doživotna bolest za koju još nema uzročnog lijeka. 
Uglavnom sporo napreduje, a mogućnost remisije je mala. Iznimno je važno postaviti ispravnu dijagnozu i što prije početi s odgovarajućim liječenjem kako bi se bolesniku smanjila patnja u smislu nesigurnosti, manjka povjerenja, pogrešne ili pretjerane upotrebe lijekova te dijagnostičkih i terapijskih mogućnosti. Posebice je potrebno misliti na postojanje RLS-a pri medicinskoj obradi osoba s nesanicom. 
Terapija agonistima dopamina znatno smanjuje simptome bolesti, poboljšava parametre sna i kvalitetu života bolesnika. Ako se ne liječi, bolest će uvelike poremetiti spavanje – izazivajući umor, dnevnu pospanost i iscrpljenost, što svakako narušava kvalitetu života i negativno utječe na obavljanje svakodnevnih zadaća, produktivnost te socijalni i obiteljski život bolesnika.